# Сологуб Іван Якович
Іва́н Я́кович Сологу́б (2 січня 1913 , Кривий Ріг, Херсонська губернія  — невідомо ) — український радянський діяч, вчитель. Депутат Верховної Ради УРСР 1-го скликання (1938–1947).

## Біографія
Народився 2 січня 1913 року в родині шахтаря-вибійника в місті Кривий Ріг, тепер Дніпропетровська область, Україна.
З березня 1929 по квітень 1930 року — учень «гірничої броні», у квітні — листопаді 1930 року — помічник бригадира з ремонту шляху на шахті «Комунар» Дзержинського рудоуправління міста Кривого Рогу.
З листопада 1930 по серпень 1932 року — студент робітничого факультету при Криворізькому педагогічному інституті. З серпня 1932 по серпень 1936 року — студент фізико-математичного факультету Криворізького педагогічного інституту.
Одночасно з навчанням в педагогічному інституті з 1934 по 1935 рік працював вчителем фізики 2-ї неповно-середньої школи міста Кривого Рогу Дніпропетровської області.
У серпні 1935 — серпні 1938 року — вчитель Михнівської середньої школи Ізяславського району Кам'янець-Подільської області.
26 червня 1938 року обраний депутатом Верховної Ради УРСР 1-го скликання по Заславській виборчій окрузі № 1 Кам'янець-Подільської області.
У серпні — грудні 1938 року — директор Білогородської школи Ізяславського району Кам'янець-Подільської області.
З грудня 1938 по вересень 1939 року — секретар Ізяславського районного комітету ЛКСМУ Кам'янець-Подільської області.
Член ВКП(б) з вересня 1939 року.
У вересні — грудні 1939 року — завідувач Ізяславського районного відділу народної освіти Кам'янець-Подільської області.
З грудня 1939 року — в Червоній армії. З грудня 1939 по червень 1940 року — курсант полкової школи молодших командирів при 144-му гаубичному артилерійському полку 80-ї стрілецької дивізії. З липня 1940 по липень 1941 року — відповідальний секретар бюро ВЛКСМ 144-го гаубичного артилерійського полку 80-ї стрілецької дивізії. Учасник німецько-радянської війни. З червня по липень 1941 року воював на Південно-Західному фронті, був поранений. З липня по листопад 1941 року лікувався у госпіталях.
У листопаді 1941 — жовтні 1942 року — відповідальний секретар бюро ВЛКСМ, у жовтні 1942 — липні 1943 року — заступник командира батареї із політичної частини 32-го окремого артилерійського дивізіону Особливої потужності Резерву Головного Командування. З липня 1943 року — партійний організатор 32-го окремого артилерійського дивізіону Особливої потужності Резерву Головного Командування 59-ї армії Ленінградського і 1-го Білоруського фронтів.

## Звання
- старший лейтенант

## Нагороди
- орден Вітчизняної війни 2-го ступеня (5.06.1945)
- орден Червоної Зірки (18.11.1944)
- медалі